# Сан-Стефанський мирний договір

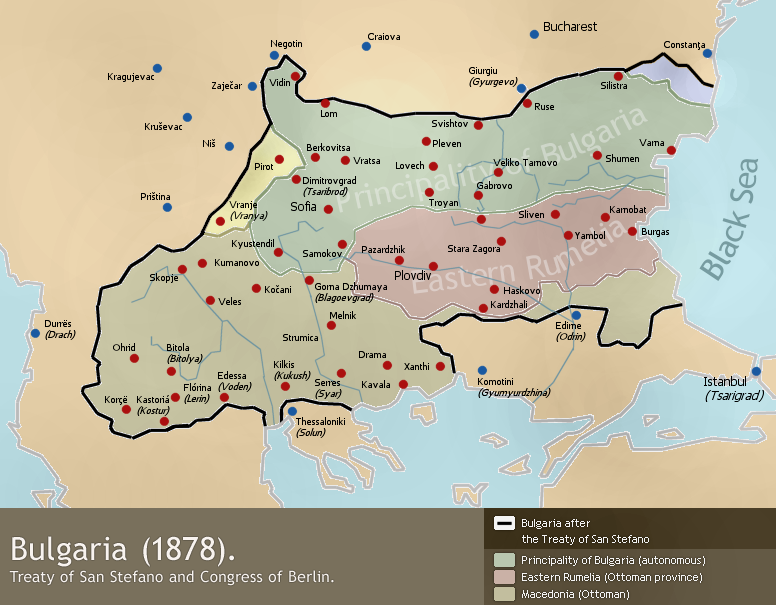
Кордони Болгарії за Сан-Стефанським миром

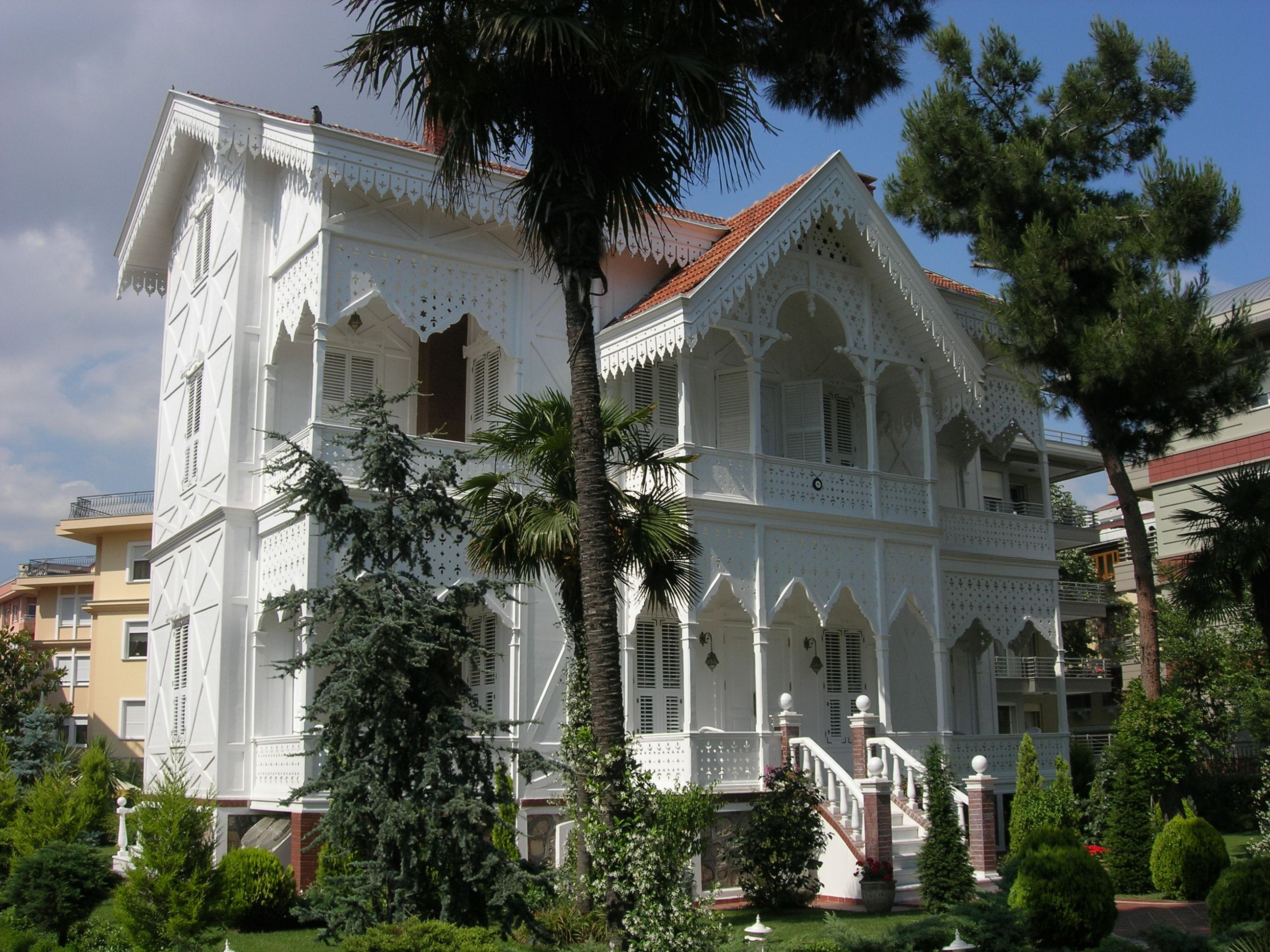
Будинок, в якому був підписаний Сан-Стефанський договір

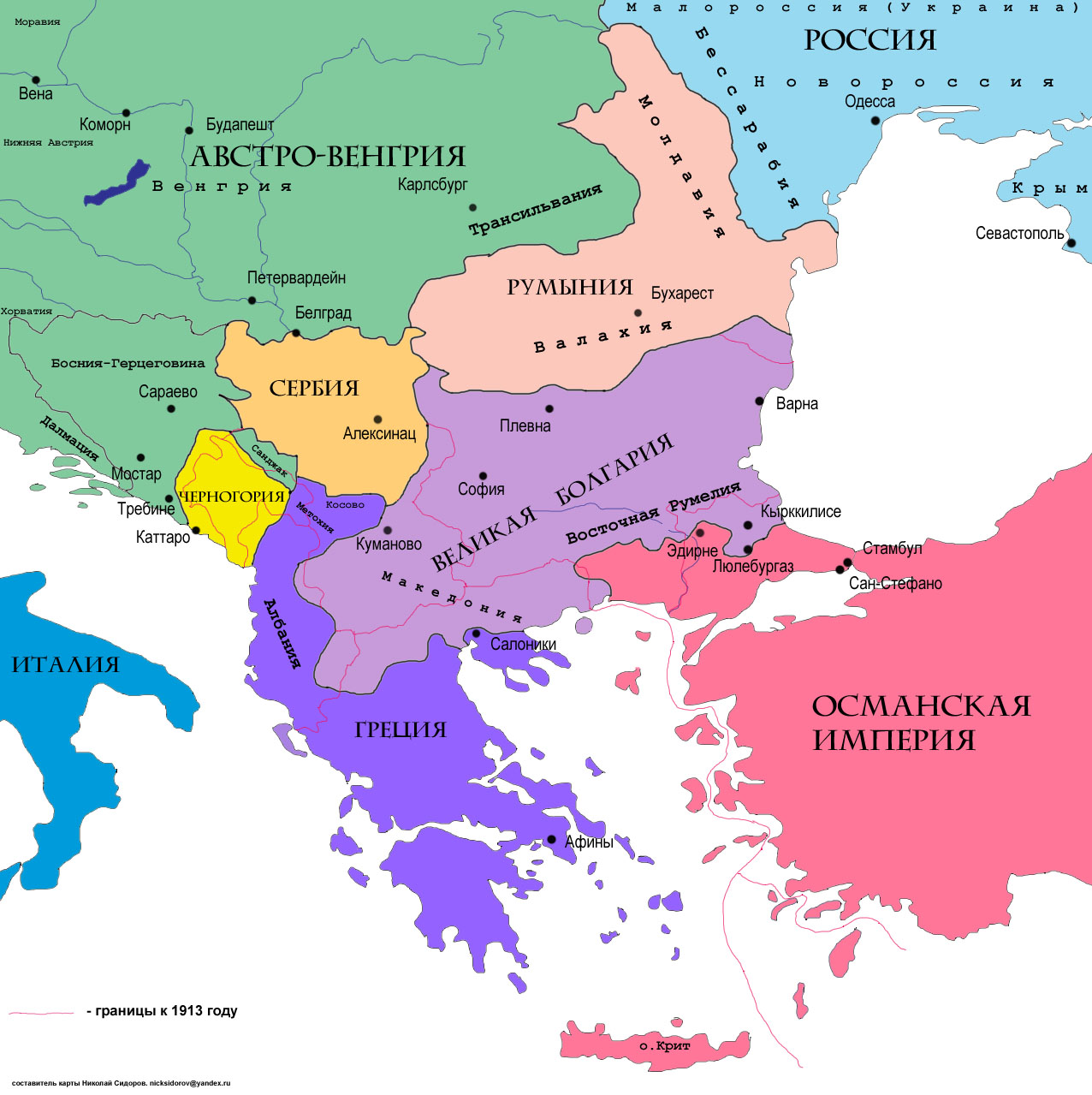
Кордони балканських держав і Росії за Сан-Стефанським мирним договором

Сан-Стефанський мирний договір (рос. Сан-Стефанский мир, Сан-Стефанский мирный договор; тур. Ayastefanos Muahedesi, Ayastefanos Antlaşması) — попередній мирний договір, що завершив Російсько-турецьку війну 1877—1878 рр. Підписаний 19 лютого (3 березня) 1878 р. у Сан-Стефано (нині Ешилькей, поблизу Стамбула) з російської сторони графом М. П. Ігнатьєвим і О. І. Нелідовим, з османської — Сафветом-пашею на основі укладеного 19 (31 січня) Адріанополі перемир'я.
Його підписання святкується в Болгарії як День визволення Болгарії від османського ярма.

## Основні положення
За Сан-Стефанським мирним договором Чорногорія, Сербське князівство і Об'єднане князівство Волощини та Молдови (Румунія) здобували повну незалежність, їхні території значно розширювалися. Румунія отримувала Північну Добруджу (ст. 1—5). Боснії та Герцеговині надавалася автономія в межах Османської імперії (ст. 14).
Болгарія від Дунаю до Егейського моря і від Чорного моря до Охридського озера перетворювалася у васальну стосовно Османської імперії державу, але оголошувалася автономним князівством з правом обрання князя (ст. 6—7). Османські війська виводилися з Болгарії, росіяни залишалися в ній на 2 роки (ст. 8).
До Російської імперії відходили Батумі, Ардаган, Карс, Баязет і Південна Бессарабія, відірвана від неї, крім островів у дельті Дунаю, за Паризьким мирним договором 1856 року.
Османська імперія зобов'язувалася виплатити Російській імперії 310 млн руб. контрибуції (ст. 19), створити в Епірі, Фессалії та Албанії управління за типом введеного в 1868 на Криті (ст. 15), здійснити реформи в османській Вірменії (ст. 16).

## Наслідки
Договір викликав протидію західних держав, особливо Великої Британії і Австро-Угорської імперії, і на Берлінському конгресі 1878 року був замінений багатостороннім договором, значно менш вигідним для Російської імперії та Болгарії.
Найважливіший результат Російсько-турецької війни, виражений у Сан-Стефанському мирному договорі, — визволення Болгарії від османського панування, створення болгарської національної державності — був збережений, хоч і зі значним зменшенням території болгарського князівства.